# Sitta azurea
Sitta azurea е вид птица от семейство Sittidae.

## Разпространение
Видът е разпространен в Индонезия, Малайзия и Тайланд.